# Śmierć komiwojażera (dramat)
Śmierć komiwojażera (ang. Death of a Salesman) – sztuka amerykańskiego dramaturga Arthura Millera, opublikowana i wystawiona w 1949. Opowiada o ostatnim dniu życia Wlliama Lomana, wędrownego sprzedawcy, który dochodzi do wniosku, że przegrał własne życie. Osią kompozycyjną sztuki są relacje ojca i syna. Na język polski utwór przetłumaczyła Joanna Gorczycka, a później Anna Bańkowska.
Światowa prapremiera miała miejsce 10 lutego 1949 w Morosco Theatre w Nowym Jorku. Sztukę reżyserował Elia Kazan, w roli tytułowej wystąpił Lee J. Cobb, w pozostałych rolach: Mildred Dunnock jako Linda, Arthur Kennedy jako Biff, Howard Smith jako Charley i Cameron Mitchell jako Happy. Polska premiera przekładu Joanny Gorczyckiej odbyła się 23 stycznia 1960 w Teatrze Nowym w Łodzi w reż. Janusza Warmińskiego, w obsadzie m.in. Marian Nowicki, Janina Jabłonowska, Wojciech Pilarski, Janusz Kubicki, Gustaw Lutkiewicz, Eugenia Herman, Ludwik Benoit, Michał Pawlicki, Wiesława Mazurkiewicz, Barbara Horawianka

## Fabuła
Śmierć komiwojażera opisuje konflikt  między 63-letnim Williamem „Willym” Lomanem i jego 34-letnim synem Biffem. Willy Loman to człowiek rozdarty wewnętrznie, którego życie przebiega w świecie, gdzie mieszają się dla niego przeszłość i teraźniejszość (w kilku scenach rozmawia z osobami, które obecne są tylko w jego wyobraźni albo ukazane są retrospekcje, niekiedy te dwie rzeczy się przeplatają). Biff nigdy nie wybaczył ojcu tego, że kiedyś zdradził jego matkę z inną kobietą podczas podróży w interesach. Dlatego nie zdaje matury, nie idzie na studia i utrzymuje się z kiepskich, często zmienianych prac.
Przy końcu dramatu ich konflikt się zaostrza, aż wreszcie Biff pokazuje ojcu, jak bardzo go kocha. Nakłania go do akceptacji prawdy i rzeczywistości, a potem wyjeżdża na dłużej. Willy Loman decyduje się na samobójstwo, aby jego zubożała rodzina, przede wszystkim Biff, po rzekomym wypadku samochodowym mogła otrzymać wypłatę z jego ubezpieczenia na życie. Jego zmarły brat Ben, którego podziwia jak ojca, ale którego ledwie znał, i z którym wielokrotnie „rozmawia”, przypomina mu o jego zamiarze.
Dramat kończy się mszą za duszę Willy'ego; na pogrzebie jest niewielu żałobników – jego rodzina i jego zamożniejszy stary przyjaciel Charley. Zakończeniem jest ostatni monolog Lindy, wdowy po Willym, w którym opisuje koniec problemów z płaceniem rachunków i dziwi się, dlaczego Willy odebrał sobie życie.